# Karma Rosenberg
Karma Rosenberg (Zvolen, 3 gennaio 1981) è un'ex attrice pornografica slovacca.

## Biografia
Esordì in un video di casting di Pierre Woodman per la Private, questa apparizione risale all'inizio del 1999. Gli ultimi titoli in cui è accreditata risalgono al 2009.

## Filmografia parziale
- Angelmania 4 (Metro)
- Animal Trainer 6 (Evil Angel)
- Ass Quest 2 (Sin City)
- Ass To Mouth 3 (Heatwave)
- Big Mouthfuls 2 (Bangbros) New!
- Big Natural Breasts 2 (New Sensations)
- Big Tit Brotha Lovers 2 (Exquisite)
- Blowjob Impossible 4 (New Sensations)
- Busty White Girls (West Coast)
- Call-girls Service (Marc Dorcel, Fr.)
- Castings 29 (Private)
- Cazzo da cavallo (?)
- Devil In The Flesh (Private)
- Dirty Anal Kelly In Rome 2 (Evil Angel)
- Euro Angels 15 (Evil Angel)
- Euro Scavengers 2 (Odyssey)
- Euro Tramps 4 (Pleasure)
- European Mail Order Brides 2 (Cinema Play)
- Hardball 7 (Evil Angel)
- Jaw Breakers 3 (Anarchy)
- Karmalat...Una Maggiorata Da Mungere! (Boss Film)
- Killer Pussy 1 (New Sensations)
- Killer Pussy 3 (New Sensations)
- L'hotel del peccato
- Les Sœurs Indignes (Colmax, Fr.)
- Little Foxes 2 (Avalon)
- Luciano's Lucky Ladies 6 (Extreme)
- Mammary Mayhem 1 (Blue Coyote)
- Matador 12: Avalanche 2 (Private)
- Matador 4: Anal Garden (Private)
- My Point Of View (Anarchy)
- Orgie En Noir (Marc Dorcel, Fr.)
- Out Numbered 2 (Red Light)
- Seduced And Abandoned (Erotic Media)
- Sex à La Carte (Marc Dorcel, Fr.)
- Sexx The Hard Way 5 (New Sensations)
- Sodomania Orgies 2 (Elegant Angel)
- Spermasüchtig (Videorama, Ge.)
- The Girls of Amateur Pages 5 (Cinema Play) New!
- True Anal Stories 11 (Evil Angel)
- True Anal Stories 6 (Evil Angel)